# 필리핀의 문화
필리핀의 문화는 동서양의 문화가 결합된 것이다. 필리핀의 정체성은 주로 식민지 이전 문화, 식민지 영향, 그리고 외국 무역상들이 혼합되고 점차적으로 함께 발전하면서 생겨났다. 식민지 이전, 필리핀은 그들 자신의 왕, 족장, 라칸, 라자, 다투스, 술탄에 의해 통치되는 국가, 섬, 부족의 분할된 집합이었다. 모든 국가는 그들만의 정체성을 가지고 있고 일부는 심지어 지금의 필리핀을 제외한 더 큰 제국의 일부이다. 예를 들어, 마닐라는 한때 브루나이 이슬람 술탄국의 일부였고, 술루 군도 역시 힌두교 마자파히트의 일부였다. 이 섬들에서 식민지 통치의 도래는 스페인 제국 하에서 통합된 동남아시아 국가들의 집합체인 필리핀의 시작을 알렸다.
중국의 영향력은 동남아시아 전역에서 특히 명나라와 다른 초기 왕조들에 의해 9세기 초부터 느껴져 왔다. 토착, 식민지 및 외부 영향의 혼합은 그 나라의 역사적 예술과 전통에서 매우 뚜렷하다.
필리핀 군도는 Negritos에 의해 처음 정착되었다. 비록 수는 적지만, 오늘날 그들은 매우 전통적인 생활 방식과 문화를 보존한다. 그 후, 오스트로네시아인들은 그 군도에 도착했다. 오스트로네시아 문화는 민족, 언어, 요리, 음악, 춤 그리고 문화의 거의 모든 면에서 뚜렷이 드러난다. 이 오스트리아인들은 다른 오스트리아인, 특히 동남아시아 연안에 있는 이웃 국가들과 교역을 했다. 그들은 또한 일본, 중국, 인도 아대륙, 아라비아뿐만 아니라 동남아시아 본토와도 교역을 했다. 그 결과, 이러한 문화들 중 일부는 필리핀 문화에 대한 영향을 나타냈다. 이것은 점차 토착 신앙 체계와 함께 발전했고 천 년 이상 지배적인 종교가 된 Anitism으로 발전했다.

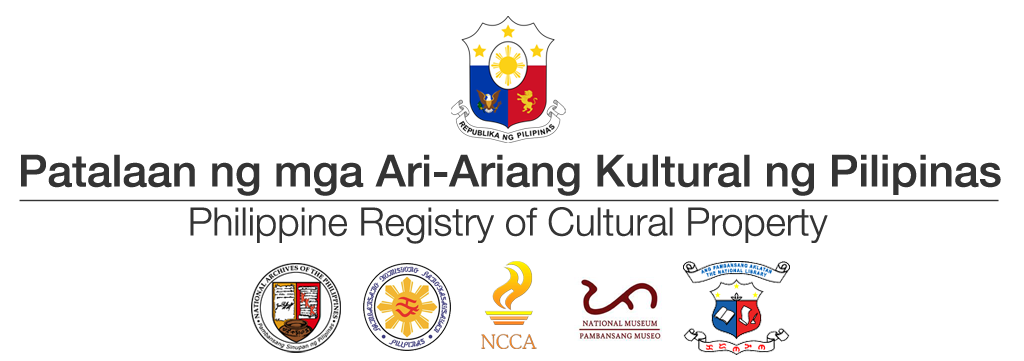
필리핀 문화재 등록 소의 현재 로고

스페인 제국은, 뉴스페인 총독제를 통해, 16세기에서 19세기 사이에 그 섬들을 정복했고, 기독교가 그 군도 전체에 퍼지고 지배하게 되었고, 토착민들의 종교와 믿음에 영향을 주었다. 그리고 나서, 필리핀은 거의 50년 동안 미국의 영토가 되었다. 미국으로부터의 영향은 영어, 미디어 및 현대 문화와 현대 필리핀의 의복의 광범위한 사용에서 뚜렷이 나타난다.

## 건축

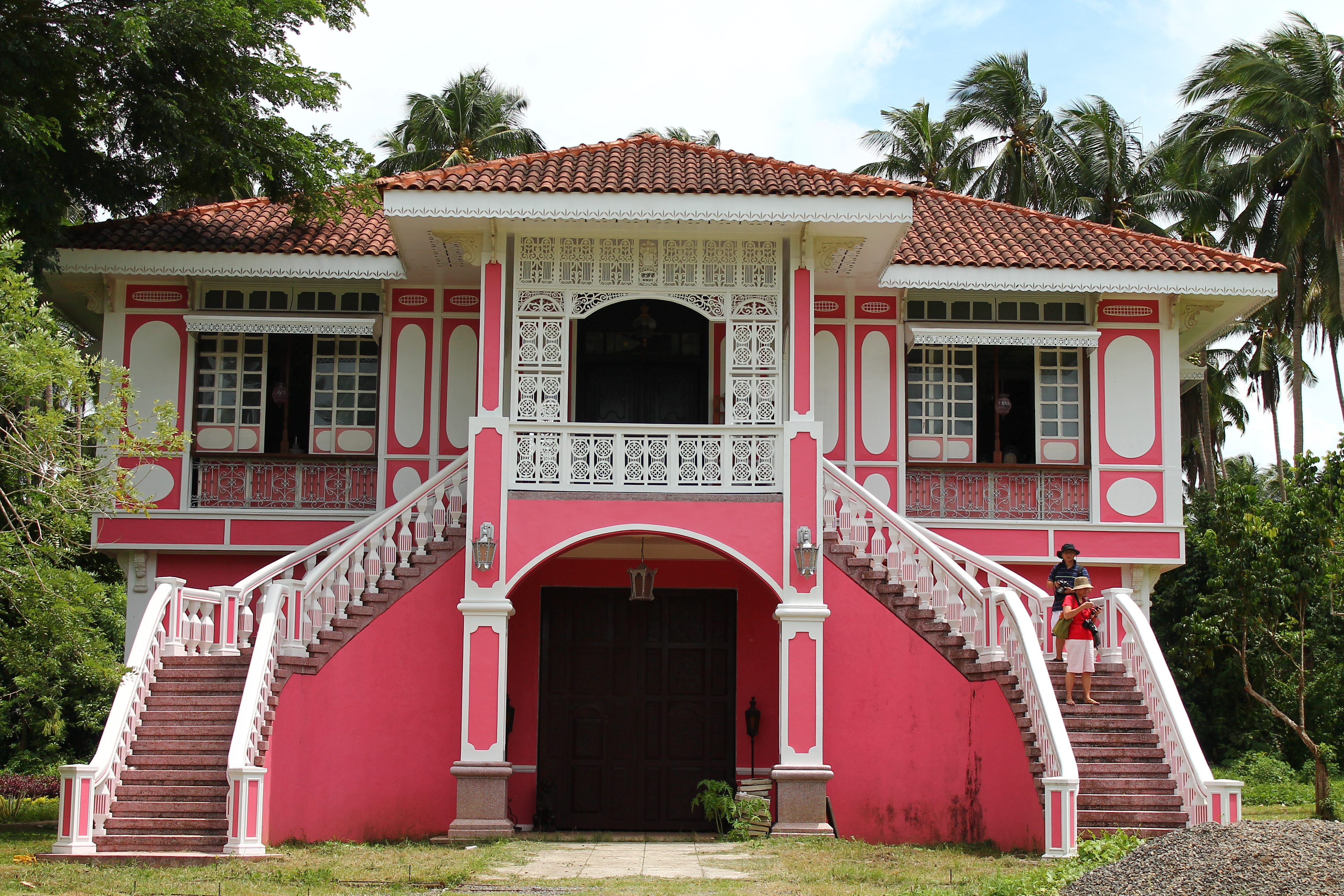
Bahay na bato는 필리핀 전통 가옥이다.

스페인 건축은 필리핀에 중앙 광장이나 광장 시장을 중심으로 많은 도시들이 설계되는 방식으로 각인을 남겼지만, 그 영향을 받은 많은 건물들은 제2차 세계대전 중에 파괴되었다. 주로 그 나라의 교회, 정부 청사, 대학들 사이에 몇 가지 예가 남아 있다.
네 개의 필리핀 바로크 교회: 마닐라의 산 아구스틴 교회, 일로코스 노르테의 파오에이 교회, 일로코스 수르의 누에스트라 세뇨라 데 라 아순시온 교회, 그리고 일로로바의 산토마스 데 빌라노에바 교회가 유네스코 세계 문화 유산 목록에 포함되어 있다.
Ilocos Sur의 Vigan은 또한 많은 히스패닉 스타일의 집과 건물들이 보존되어 있는 것으로 알려져 있다. 기독교의 도입은 유럽 교회와 건축을 가져왔고, 이것은 그 후에 그 나라의 대부분의 도시와 도시의 중심이 되었다. 스페인 사람들은 또한 돌과 바위를 주택과 건축 자재로 소개했고 필리핀 사람들은 그것을 그들의 기존 건축물과 병합하여 필리핀에서만 독점적인 하이브리드 혼합 건축물을 형성했다. 필리핀 식민지 시대의 건축물은 필리핀 바로크 교회, 바하이나바토, 집, 학교, 수도원, 정부 건물과 같은 수백 년 된 건물에서 여전히 볼 수 있다. 스페인 식민지 시대 건축의 최고 컬렉션은 마닐라의 인트라무로스 성벽 도시와 역사적인 도시인 비간에서 볼 수 있다. 식민지 시대의 교회들은 또한 필리핀에서만 볼 수 있는 지진 바로크라고 불리는 스페인 바로크 건축의 가장 좋은 예와 유산들 중 하나이다. Ilocos Norte와 Ilocos Sur, Pangasin, 팜팡가, 불라칸, Cavite, Laguna, Rizal, Batangas, Keszon, Ililo, Negros, 세부, Bohol, 그리고 삼보앙가 델 수르와 같은 역사적인 지방들도 식민지 시대의 건물을 자랑한다.
과거, 스페인 식민지화 이전에, 니파 오두막은 필리핀 원주민들 사이에서 흔한 형태의 주택이었다. 그것은 대나무와 코코넛과 같은 단순한 재료를 주요 나무 공급원으로 사용하는 것이 특징이다. 코곤 풀, 니파 야자 잎, 그리고 코코넛 앞면은 지붕 초목으로 사용된다. 대부분의 원시 주택들은 장마철에 잦은 홍수로 인해 기둥 위에 지어진다. 지역적 차이에는 산간 지역에 두껍고 촘촘한 지붕 초목의 사용 또는 특히 물 위에 구조물을 건설할 경우 해안 지역에 더 긴 정자를 사용하는 것이 포함된다. 다른 토착민들의 건축은 각진 나무 지붕, 잎이 무성한 초목 대신의 대나무 그리고 화려한 나무 조각으로 특징지어질 수 있다. 바하이나바토 건축은 19세기에 등장한 니파 헛의 변형이다.
1898년 미국의 점령은 필리핀에 새로운 종류의 건축 구조를 도입했다. 이것은 정부 건물과 아트 데코 극장의 건설로 이어졌다. 미국 기간 동안, 대니얼 번햄의 건축 디자인과 마스터 플랜을 이용한 도시 계획의 일부가 마닐라 지역에서 이루어졌다. 번햄 계획의 일부는 그리스 혹은 신고전주의 건축물과 비슷한 정부 건물들의 건설이었다. Iloilo에서는 미국이 이 나라를 점령했을 때 건설된 식민지 시대의 많은 건물들을 여전히 볼 수 있다. 그 시대의 상업 건물, 집, 교회는 도시, 특히 Calle Real에 풍부하다.
마닐라에 있는 산토 토마스 대학 본관은 르네상스 부흥 건축의 한 예이다. 이 건물은 1924년에 지어졌고 1927년에 완공되었다. 그 건물은 Fr.에 의해 설계되었다. 필리핀에서 교회가 필요 없는 건물은 로케 루아뇨가 처음이다 이슬람과 다른 아시아 건축도 모스크나 사원 같은 건물에서 묘사될 수 있다. 히스패닉 이전의 주택은 여전히 시골 지역에서 흔하다. 현대식 주택 구역과 교외 게이트 구역은 메트로 마닐라, 센트럴 비사야스, 센트럴 루존, 네그로스 섬 및 기타 번영 지역과 같은 도시화된 장소에서 인기가 있다.
하지만, 바탄스와 같은 일부 지역은 기후 때문에 스페인 건축과 필리핀 건축 양식이 다르게 동화되었기 때문에 약간의 차이를 가지고 있다. 석회석과 산호는 건축 자재로 사용되었다.

폐허가 된 국가유산을 보존·보존하기 위해 각 시도별로 해당 지역 내 모든 건축과 재건축을 시 또는 시의 건축과 조경 양식에 맞게 하는 조례를 제정하자는 제안이 있었다. 도시화, 문화적으로 신뢰할 수 있는 개발, 도시 경관의 건축 비전 부족으로 인해 빠른 속도로 진행되던 시기이다. 그러한 정책들은 그들의 건축적 경이로움을 보존한 나라들과 이탈리아, 프랑스, 루마니아, 독일, 그리고 스페인과 같은 도시 전체에 의해 수백 년 동안 사용되고 있다. 이 제안은 특정 도시나 자치단체에 만연해 있거나 널리 사용되고 있는 토착, 식민지 시대, 그리고 현대 건축과 조경 스타일의 이용과 재해석을 옹호한다. 필리핀의 조경과 도시경관, 특히 50년 안에 새로운 건축유산 도시로 쉽게 전환할 수 있는 농촌지역의 부흥을 촉진하기 위한 것이다. 불행히도, 많은 필리핀에 기반을 둔 건축과 공학 전문가들은 마닐라의 건축 양식에 맞지 않는 건축물을 건설하려는 사업 제안들이 그러한 전문가들에 의해 지속적으로 받아들여지고 건설되어 효과적으로 인간을 파괴하는 마닐라의 경우처럼 유산 도시 풍경을 보존하는 감각이 부족하다. Ila의 건축 도시 경관 한 번에 한 건물씩 게다가, 이 독특한 건축 제안은 문화학과가 없어 아직 실제 정책으로 드러나지 않았다. 1999년 유네스코 세계문화유산으로 등재되고 독특한 건축과 조경 양식의 보존과 보존에 대한 다양한 공로를 인정받은 비간시만이 이 조례를 통과시켰다. 2016년, 문화부 설립을 제안하는 법안들이 상하 양원에 제출되었다.

Architecture of the Philippines
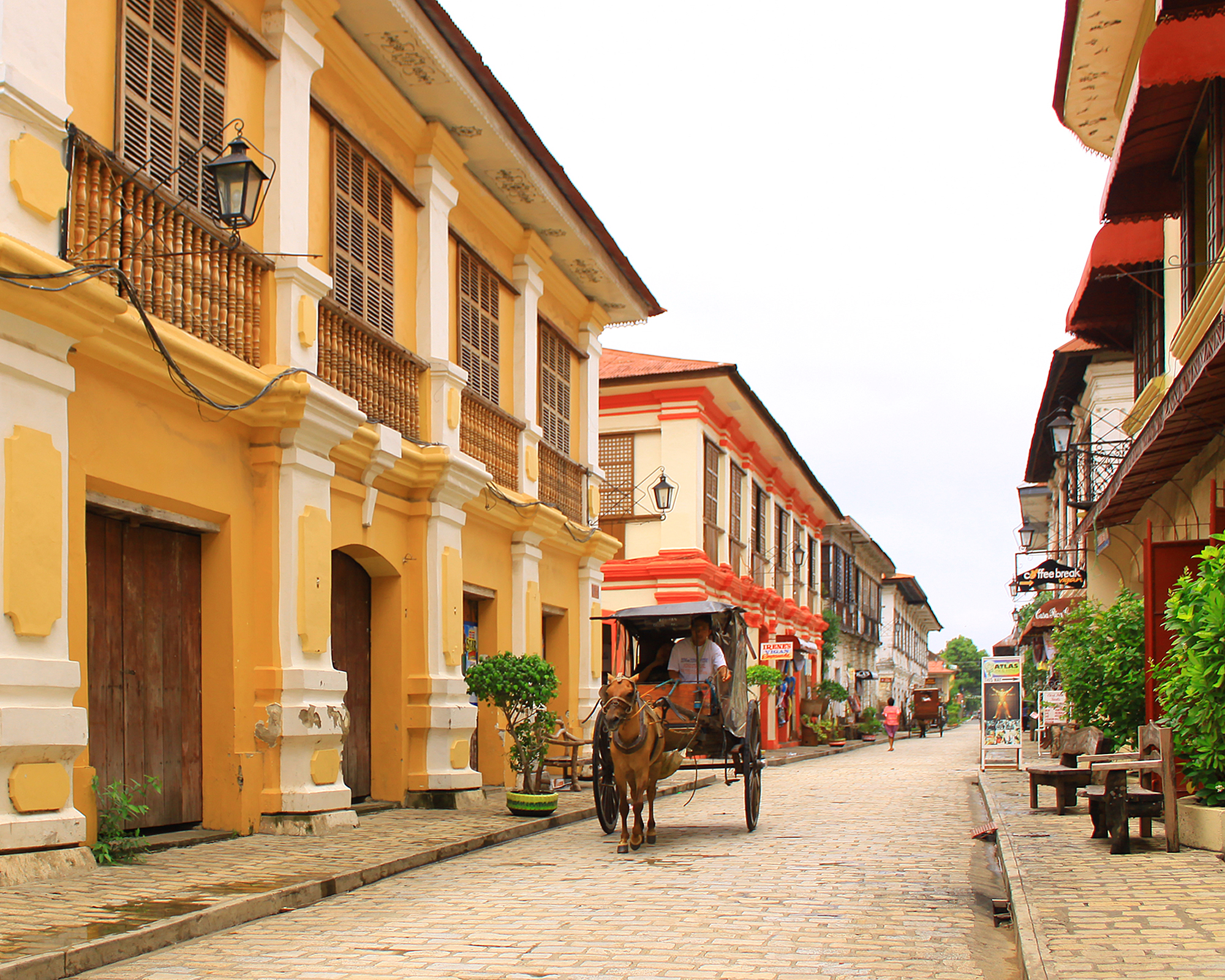
Ilocos Sur의 Vigan City
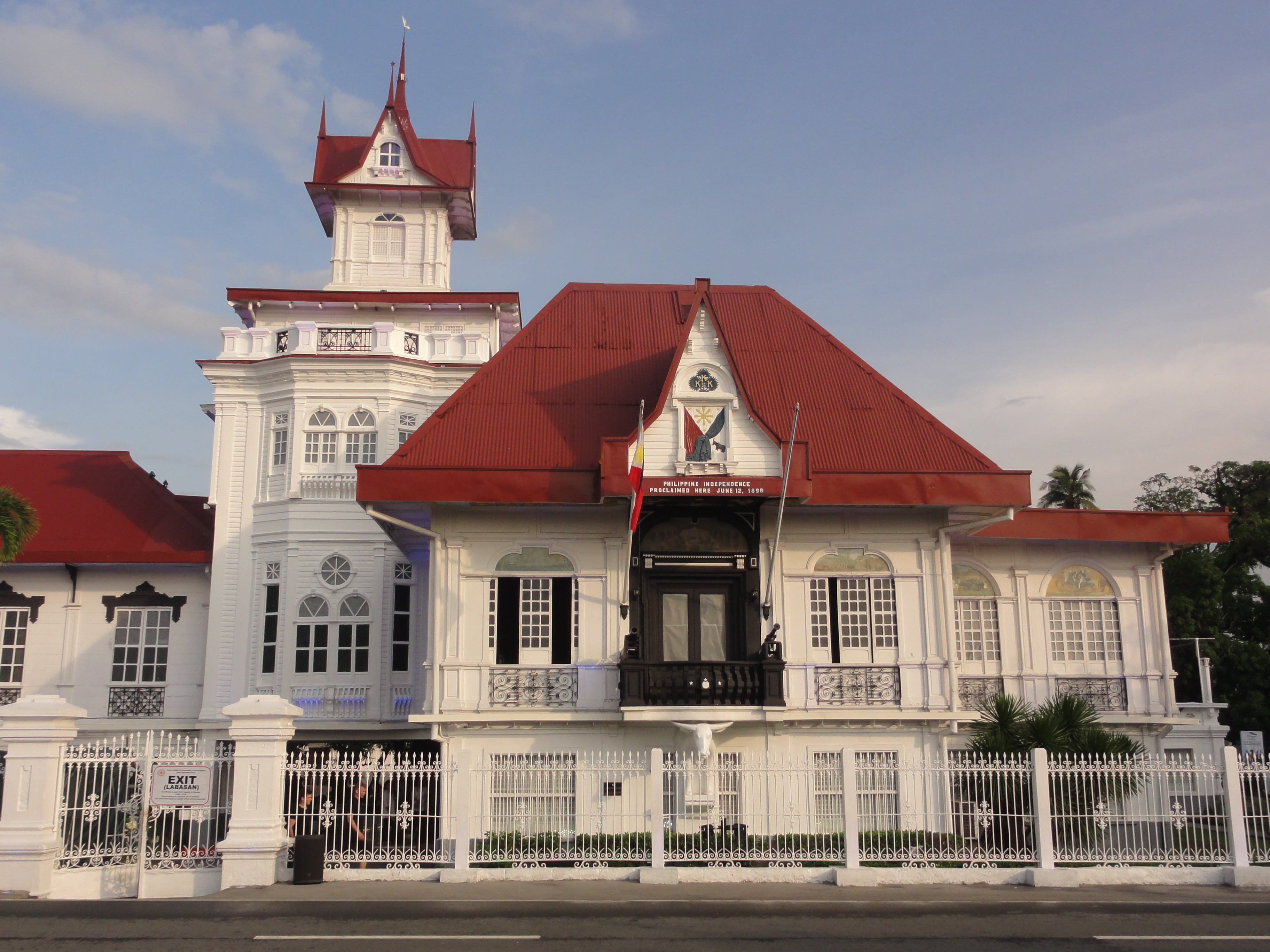
Cavite의 Aguinaldo 신사
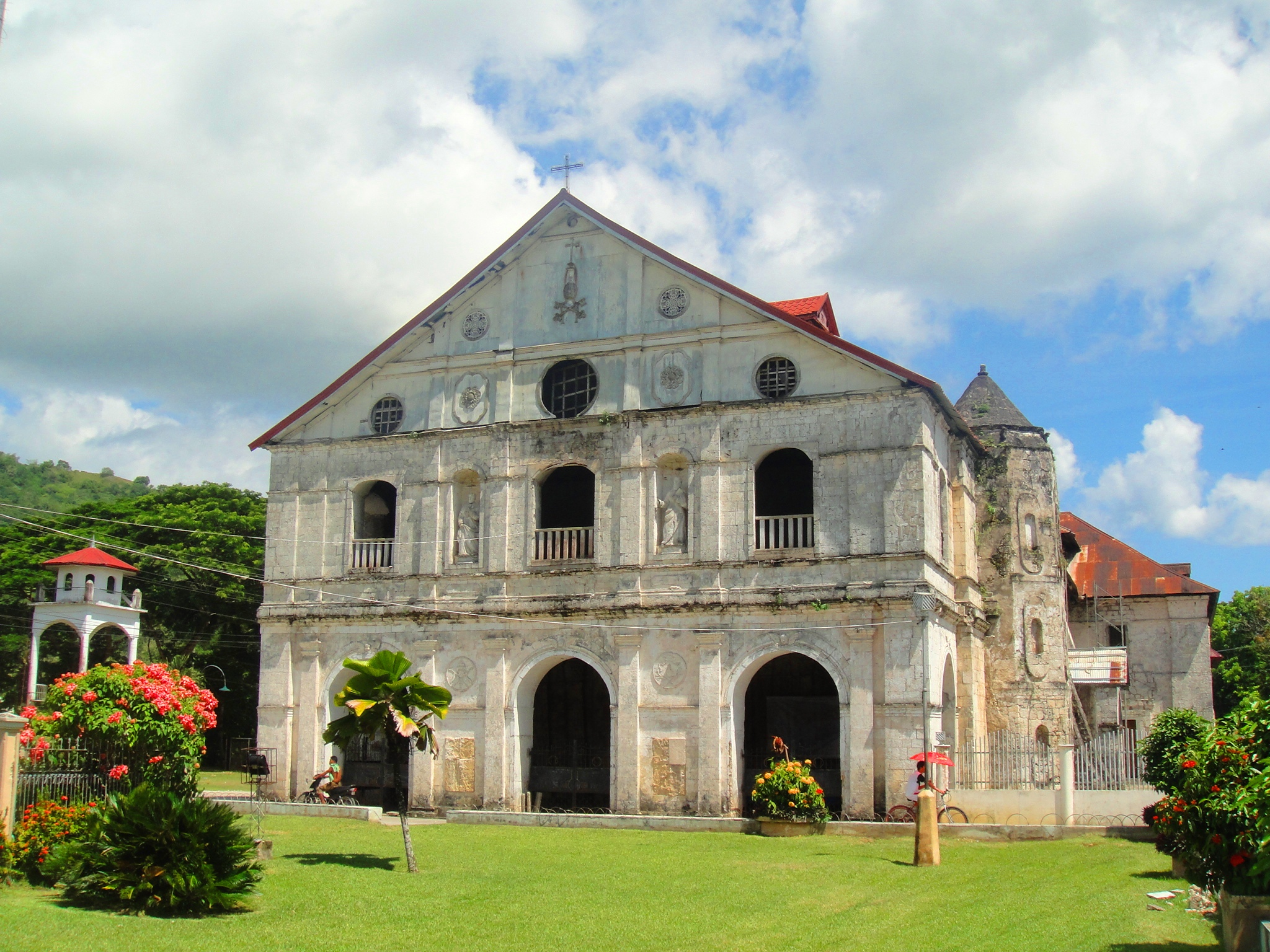
보홀의 로복 교회
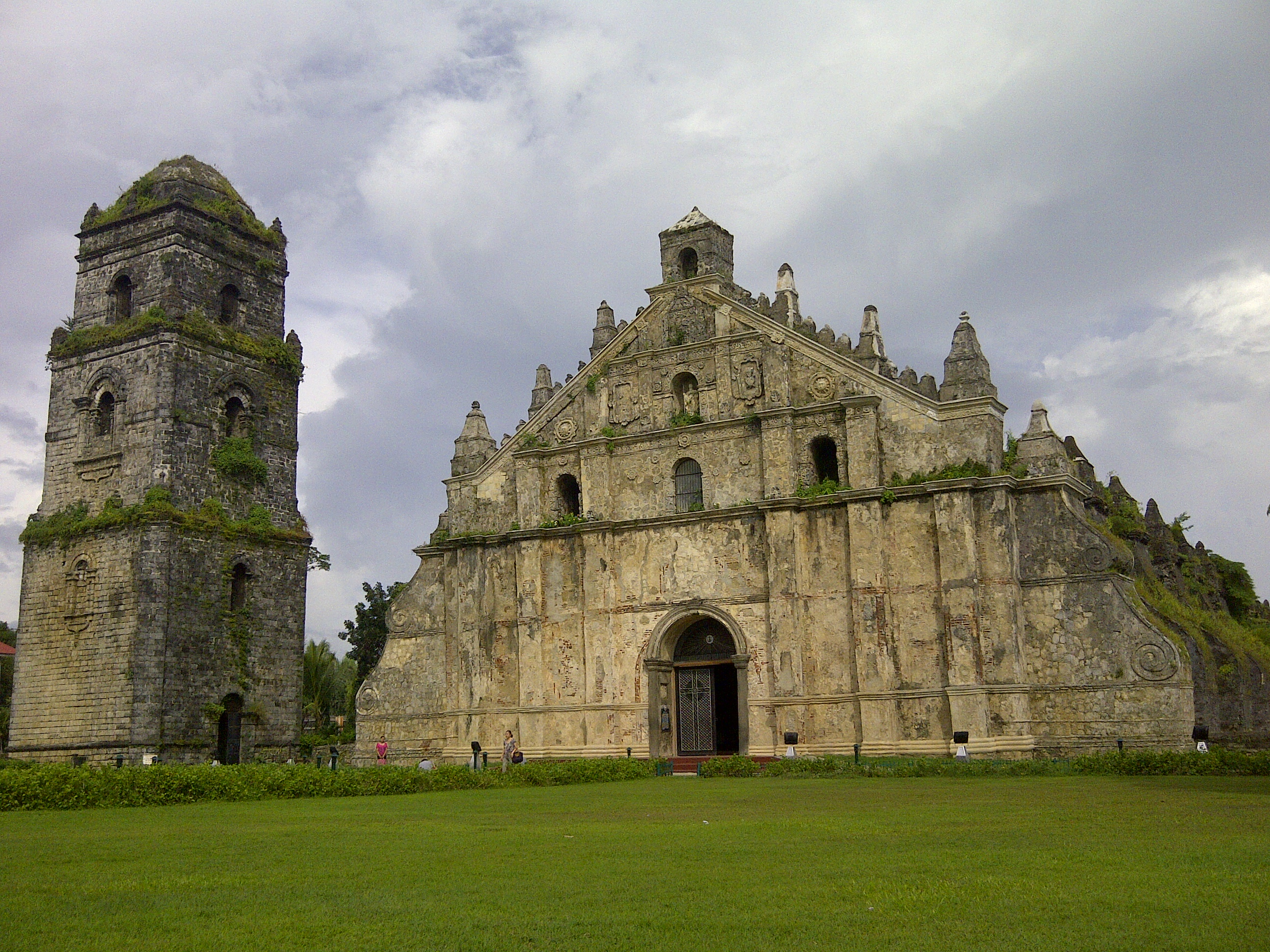
Ilocos Norte의 Paoay 교회
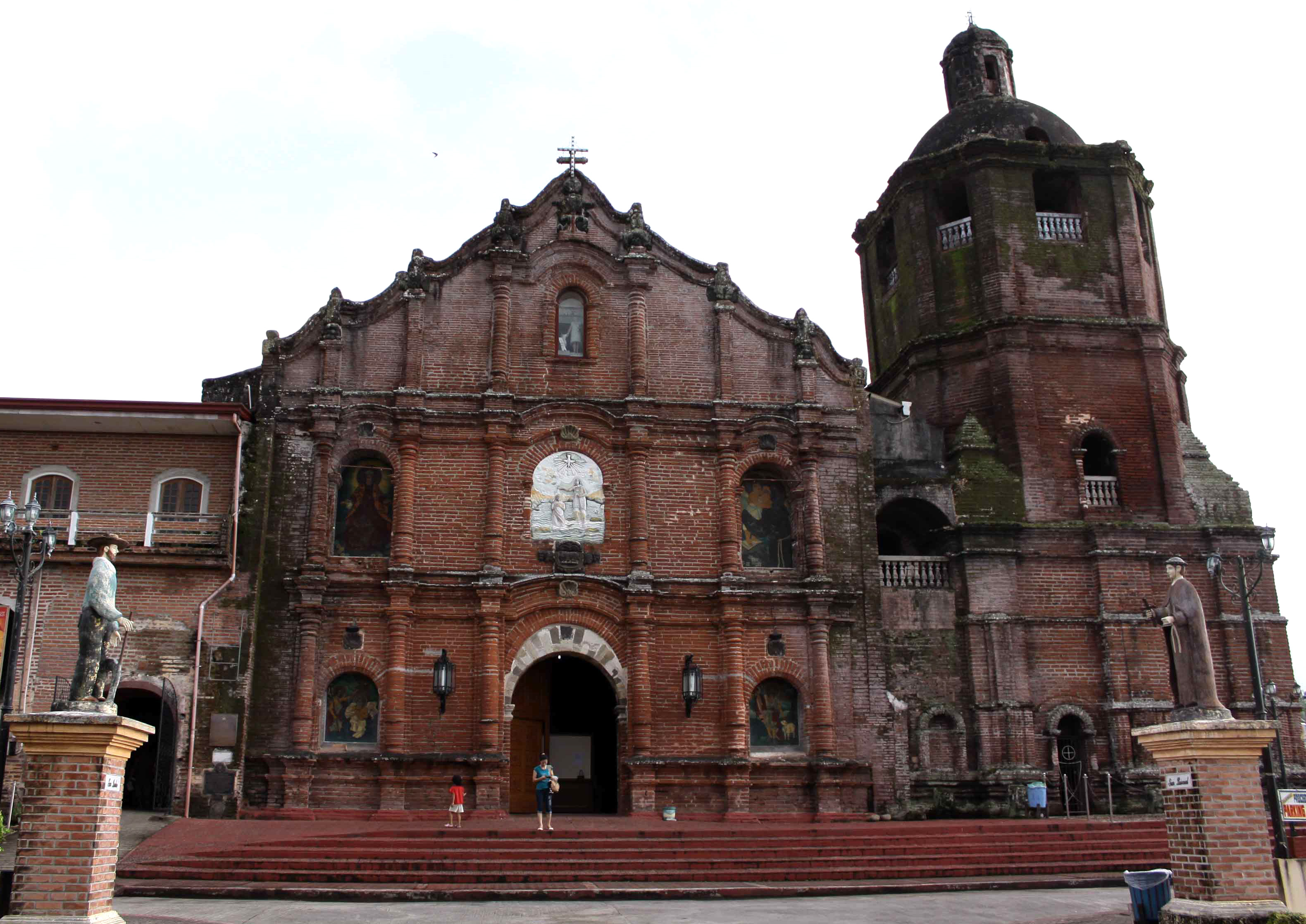
라구나에 있는 Liliw 교회

## 종교

### 기독교

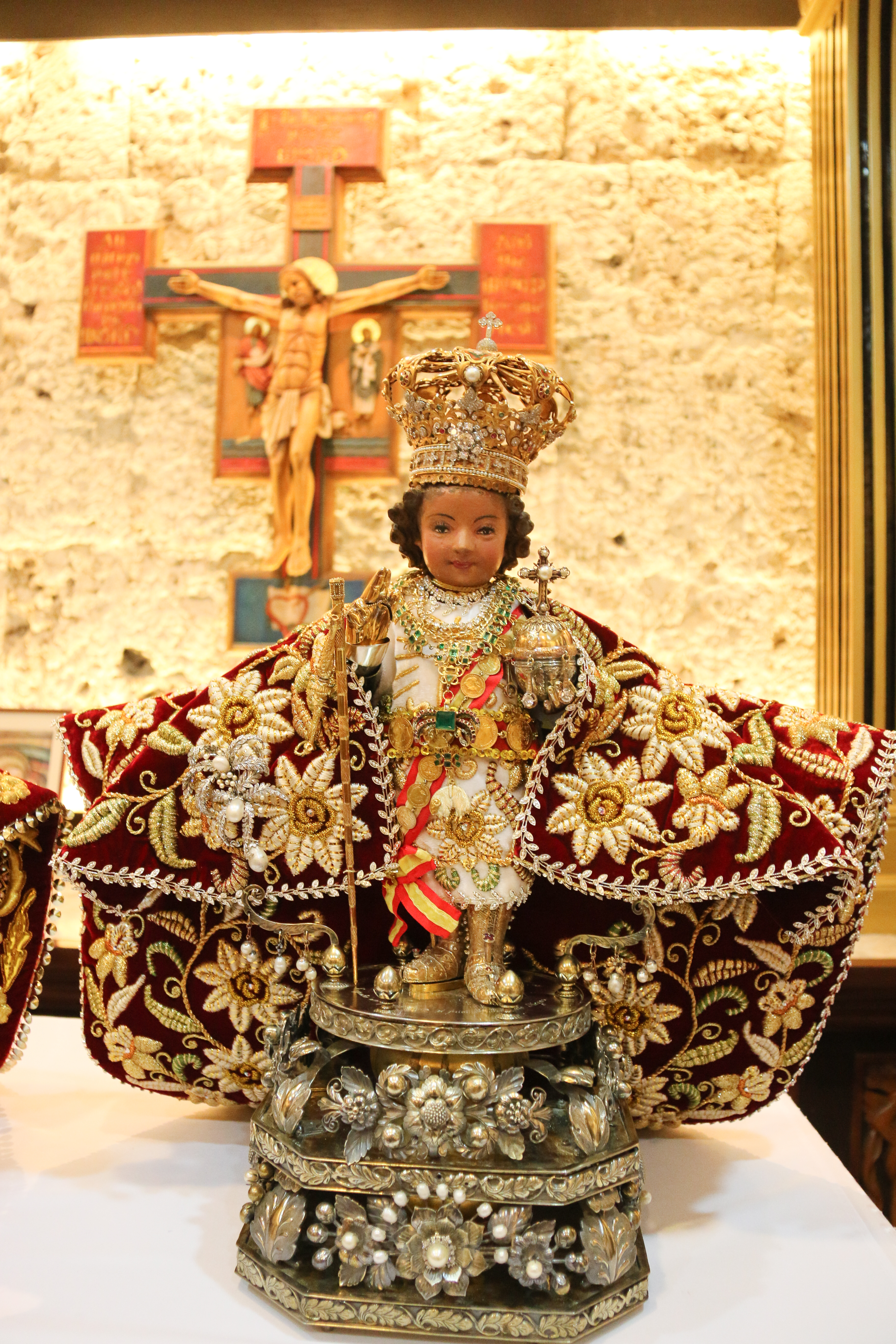
Santo Niño de Cebú의 원본 이미지.

16세기에 스페인 식민주의자들의 도래는 필리핀 사람들의 기독교화의 시작을 가져왔다. 역사에서의 이 단계는 스페인 사람들, 특히 기독교 신앙에 맞는 식민 신앙 체계로 대체된 그 나라의 다양한 아니티즘 신앙을 파괴하는 티핑 포인트로 알려져 있다. 기독교는 시각 예술, 건축, 춤, 음악 등 거의 모든 면에서 필리핀 문화에 영향을 끼쳤다. 현재 필리핀은 동티모르를 중심으로 카톨릭 신자(80.58%)의 두 나라 중 하나다. 필리핀에는 필리핀 인구의 약 2%를 차지하는 독자적인 교회인 아글리파얀도 있다. 다른 기독교 교회들은 다양한 기독교 종파와 종교로 나뉜다. 2014년 인구조사부터 기독교는 인구의 약 90.07%로 구성되었고 전국적으로 널리 퍼져 있다.

### 필리핀 원주민 민속 종교

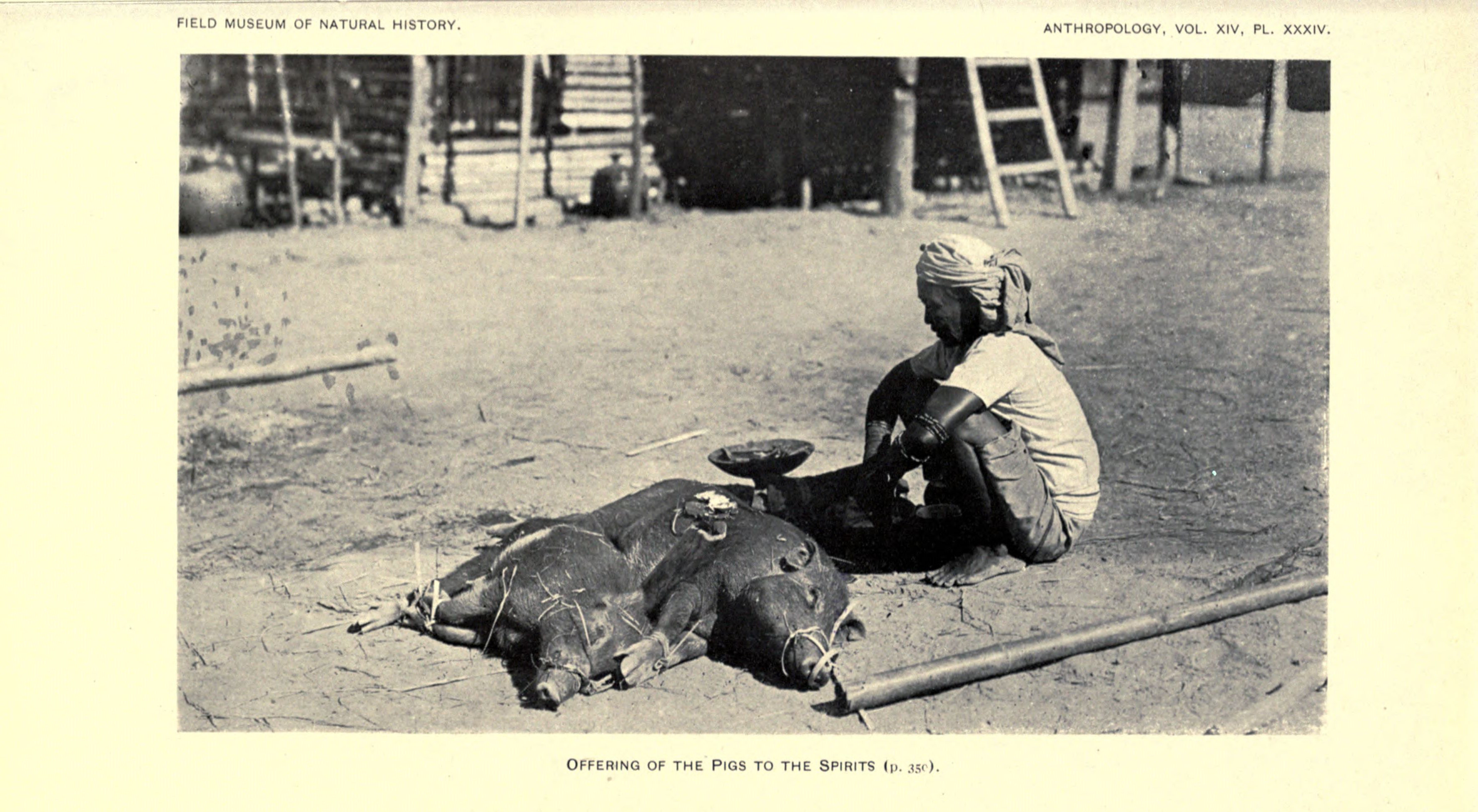
Itneg anito 영혼 1922년에 무당 제공하는 돼지.

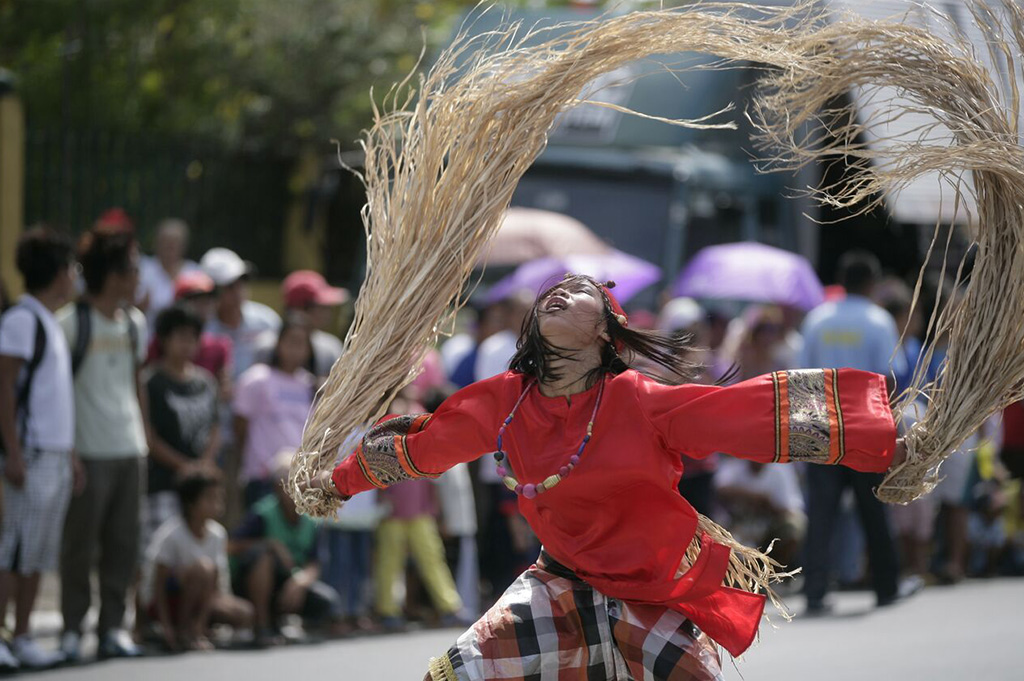
바바 일란 (무당)을 묘사 한 연기자.

필리핀 토착 민속 종교는 필리핀의 다양한 민족들의 본연의 신앙이다. 종교의 많은 본문은 필사본이 아니라 전통적으로 외쳐진 기억을 통해 보관된다. 그러나 성문 텍스트는 현대에 들어서도 종교의 양상, 특히 필리핀 신화와 전통 의례와 다른 관습의 중요한 양상들을 보존하기 위해 활용되었다. 이 이야기들은 신들과 영웅들 그리고 특정한 생물체들과 같은 중요한 인물들에 대한 창조 이야기나 이야기들로 구성되어 있다. 유명하지만 뚜렷한 인물로는 타갈로그의 바살라와 마킬링, 일로카노의 람앙, 마라나오의 사리마노크가 있다.

### 이슬람교
이슬람 신화는 13세기 동남아시아 교역로를 통해 필리핀에 전해졌다. 이슬람의 확산은 다양한 신앙 체계를 구축했고, 특히 이 군도의 남서부 지역에서는 종교 무역업자들이 섬을 식민지화할 의도가 없었기 때문에 술탄국 제도가 강제 개종 없이 원주민들에 의해 받아들여졌다. 현재 인구의 약 6%가 무슬림이고 민다나오의 방사무로 지역에 집중되어 있다. 샤피이 학파에 따르면 대부분의 필리핀 이슬람교도들은 수니파 이슬람을 신봉한다.

### 기타
힌두교는 서기 200-300년에 필리핀에 도착한 반면, 비자야나 불교는 서기 900년경에 도착했다. 힌두교를 신봉하는 대부분의 사람들은 인도 태생인 반면 불교를 행하는 사람들은 중국이나 일본 태생이며, 특히 지난 수십 년 동안 필리핀으로 이주한 이들이다. 신도는 12세기 이전에 일본 상인들이, 유대교는 16세기에 종교가 발달했다. 도교는 일부 중국 이민자들에 의해서도 행해진다. 무신론은 필리핀에서도 발견된다.

### 가치

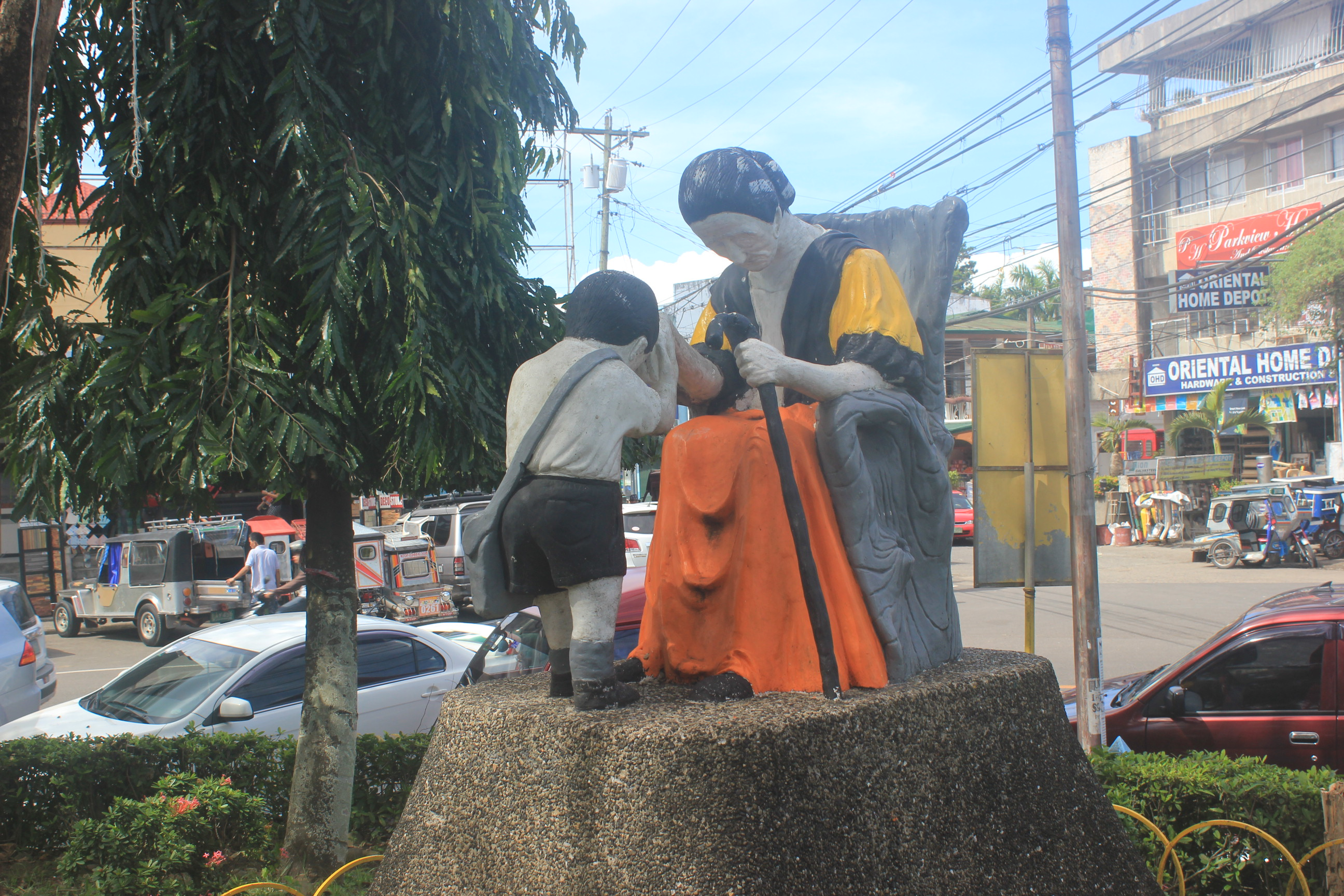
노인에 대한 존경의 표시이며 그들에게 축복을 요청하는 전통적인 파그 마노 제스처를 보여주는 동상.

일반적으로 설명하자면, 필리핀 사람들의 뚜렷한 가치 체계는 주로 친족, 의무, 우정, 종교 그리고 상업적 관계에 기반을 둔 개인 동맹 시스템에 뿌리를 두고 있다.
필리핀의 가치관은, 대부분, 사회적 조화를 유지하는 데 초점이 맞춰져 있고, 주로 집단 내에서 받아들여지고자 하는 열망에 의해 동기 부여된다. 이러한 가치로부터 벗어나는 것에 대한 주요한 제재는 대략적으로 '수치감'으로 번역되는 '히야'와 '아모르 프로피오' 또는 '자존감'의 개념이다. 사회적 승인, 그룹에 의한 수용, 그룹에 속한 것이 주요 관심사이다. 다른 사람들이 어떻게 생각하든 말하든 행동하든 신경 쓰는 것은 필리핀 사람들의 사회적 행동에 큰 영향을 준다.
필리핀 가치 시스템의 다른 요소들은 미래에 대한 낙관론, 현재 상황과 사건에 대한 비관론, 타인에 대한 관심과 배려, 우정과 친근함의 존재, 환대하는 습관, 종교적 성격, 자신과 타인에 대한 존중, 여성 사회 구성원에 대한 존중, 신을 두려워하는 것이다. 부정 행위와 절도 행위에 대한 혐오감이 있다.

## 통과 의례
매년, 보통 4월과 5월에, 수천 명의 필리핀 소년들이 그들의 부모님에 의해 할례를 받는다. 세계보건기구에 따르면, 필리핀 남성의 약 90%가 할례를 받고 있는데, 이는 세계에서 가장 높은 할례율 중 하나이다. 비록 이 관습의 뿌리가 1450년 이슬람교의 도래로 거슬러 올라 가지만, 200년 동안의 스페인 통치로 할례의 종교적 이유가 없어졌다. 그러나 튤리라고 불리는 할례는 계속되어 왔다. 할례를 받아야 한다는 압박감은 언어에서도 입증된다: '할례받지 않은'의 타갈로그어인 suppot은 또한 '비겁한'을 의미한다. 일반적으로 할례를 받은 8살이나 10살은 더 이상 소년이 아니며 가정과 사회에서 더 많은 성인 역할을 받는다고 여겨진다.

## 시각 예술

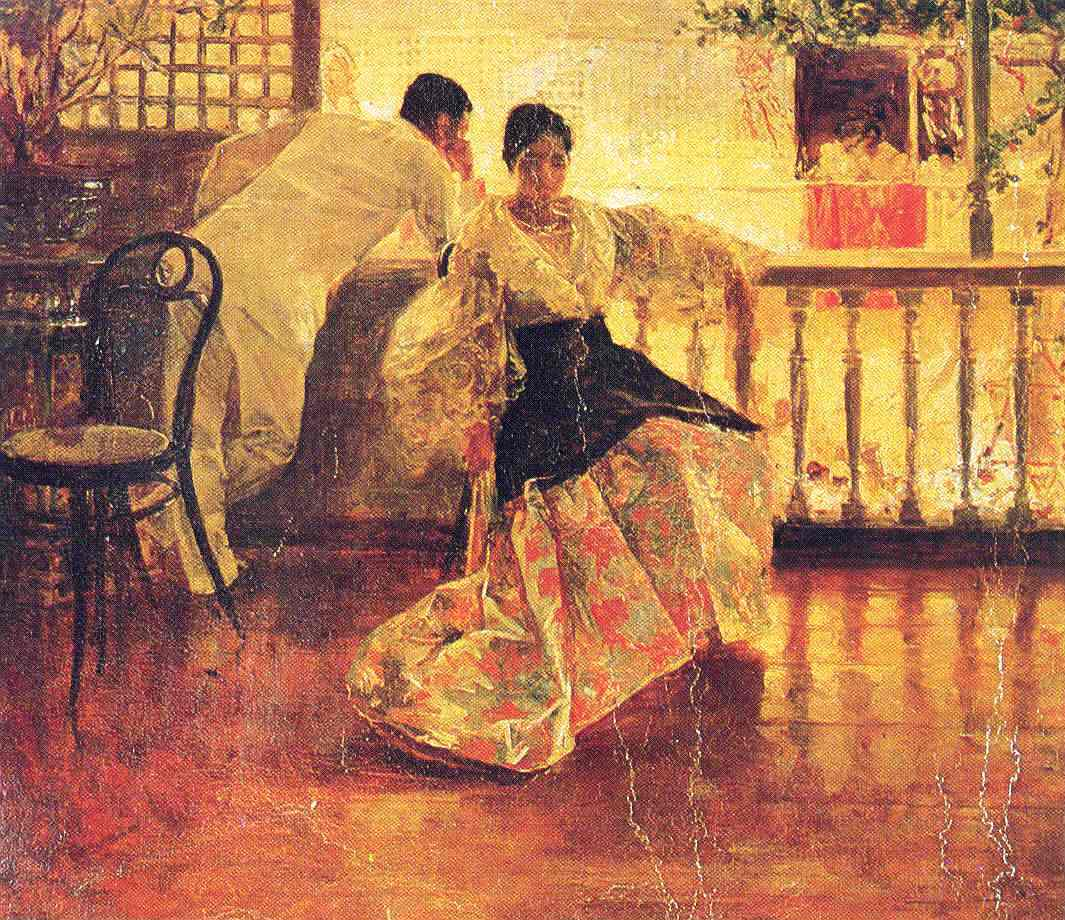
Juan Luna의 Tampuhan.

초기 토기는 기원전 5년부터 서기 225년까지의 대부분 의인화된 토기 항아리 형태로 발견되었다. 필리핀 초기 그림은 만웅굴항아리 등 필리핀의 의식용 도자기에 그려진 붉은 전표(흙에 물을 섞은 것) 무늬에서 찾아볼 수 있다. 상가상가 동굴, 술루 동굴, 카가얀의 로렌트 동굴에서 기원전 6000년 전 필리핀 도자기를 만들었다는 증거가 발견되었다. 기원전 5000년까지, 도자기의 제작이 그 군도 전역에서 행해졌다는 것이 증명되었다. 초기 오스트로네시아 사람들, 특히 필리핀 사람들은 그들의 캄보디아 이웃 나라들 앞에서 도자기를 만들기 시작했고, 거의 동시에, 도자기 기술의 광범위한 빙하기 발전의 일환으로 태국과 라오스 사람들과도 마찬가지였다.
그림에 대한 또 다른 증거는 초기 필리핀인들의 문신 전통에서 나타나는데, 포르투갈 탐험가는 이 문신을 핀타도스 또는 비자야족의 '그림그린 사람들'이라고 불렀다. 천체를 가진 동식물을 형상화한 다양한 디자인으로 다양한 색소로 몸매를 꾸민다. 아마도, 오늘날까지 남아있는 초기 필리핀 사람들에 의해 그려진 가장 정교한 그림들 중 일부는 토로간이나 왕의 집의 아름다운 파놀롱에 조각되고 그려진 나가의 용과 사리마노크로 잘 알려진 마라나오의 예술과 건축에서 드러날 수 있을 것이다.
필리핀 사람들은 17세기 스페인 기간 동안 유럽의 전통에 따라 그림을 그리기 시작했다. 이 그림들 중 가장 오래된 것은 교회 프레스코화, 성서 자료에서 나온 종교적 이미지, 그리고 기독교 아이콘과 유럽의 고귀함을 담은 판화, 조각, 석판화였다. 19세기와 20세기 사이의 대부분의 그림들과 조각품들은 달콤함, 어둠, 그리고 빛의 특성을 가진 종교, 정치, 그리고 풍경 예술 작품들의 혼합을 만들어냈다.

## 공연 예술

### 무용
필리핀 민속 춤은 티니클링과 카리뇨사를 포함한다. 민다나오 남부 지역에서 싱킬은 숲 속의 왕자와 공주의 이야기를 보여주는 인기 있는 춤이다. 대나무 기둥은 틱택토 패턴으로 배열되어 있으며, 댄서들은 이 충돌하는 기둥의 모든 위치를 이용한다.

### 음악
필리핀의 초기 음악은 16세기와 20세기 유럽과 미국 식민지화 이전에 번성했던 토착음악, 이슬람음악, 그리고 다양한 아시아음악의 혼합을 특징으로 한다. 스페인 정착민들과 필리핀인들은 플루트, 기타, 우쿨렐레, 바이올린, 트럼펫, 드럼을 포함한 다양한 악기를 연주했다. 그들은 축제 행사를 축하하기 위해 노래와 춤을 공연했다. 21세기까지, 많은 민요와 춤들이 필리핀 전역에서 온전하게 남아 있다. 이러한 민요와 춤을 공연하는 그룹들 중 일부는 바야니한, 필리핀카스, 바랑가이 바리오, 하리라야, 카릴라간 앙상블, 그리고 마닐라 길드와 연관된 그룹들과 산티아고 요새 극장들이다. 작곡가이자 지휘자인 안토니오 J. 몰리나, 민족주의적인 주제로 유명한 작곡가 펠리페 P. 데 레온, 오페라 가수 조비타 푸엔테스와 같은 많은 필리핀 음악가들이 유명해졌다.
리에스 섬 아아 트러디셔널 서치 애즈 필러피노우 포욱 머스 ...더보기
현대 필리핀 음악은 여러 가지 스타일을 특징으로 한다. 대부분의 음악 장르는 필리핀 록, 필리핀 힙합 그리고 다른 음악 스타일과 같은 현대 음악이다. 필리핀 민속 음악 같은 전통 음악들도 있다.

## 문학

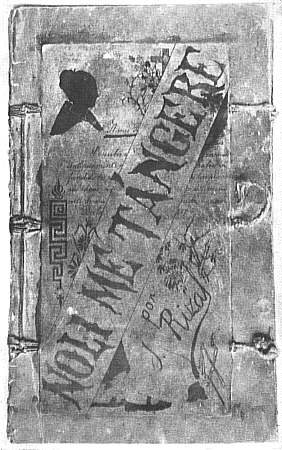
Noli Me Tángere (소설)

필리핀 문학은 수세기에 걸쳐 진화된 다양하고 풍부한 작품 집단이다. 그것은 스페인 식민지화 이전에 고대 필리핀 사람들에 의해 만들어진 전통적인 민화와 전설로 시작되었다. 필리핀 문학의 주요 주제는 식민지 이전의 문화적 전통과 식민지 및 현대 전통의 사회-정치적 역사에 초점을 맞추고 있다. 필리핀의 문헌은 필리핀의 선사시대 및 유럽 식민지 유산에 대해 설명하고 있으며, 원주민 및 히스패닉 문자 체계로 모두 기록되어 있다. 필리핀의 전통 문학 대부분은 스페인 식민지화 이전에 구두로 보존되는 동안 스페인 시대에 쓰여졌다. 필리핀 문학은 스페인어, 영어 또는 필리핀 토착어로 쓰여진다.
잘 알려진 문학 작품 중 일부는 17세기에서 19세기에 걸쳐 만들어졌다. 이봉 아다르나는 호세 드 라 크루즈 또는 "후생 시슈"가 쓴 것으로 알려진 마법의 새에 관한 유명한 서사시다. Francisco Balagtas는 필리핀의 유명한 시인 중 한 명으로, 필리핀 문학에 기여한 공로로 가장 위대한 필리핀 문학상 수상자 중 한 명으로 선정되었다. 그의 가장 위대한 작품인 로라의 플로란테는 그의 가장 위대한 작품이자 필리핀 문학의 걸작 중 하나로 여겨진다. 발라그타스는 수감 중에 그 서사시를 썼다. 이 나라의 국가적 영웅인 호세 리잘은 노리 메 탄게르와 엘 필리버스터리스모를 썼다.

### 필리핀 신화
필리핀 신화는 필리핀의 첫 문학으로, 대개 전통과 구전 민속 문학을 통해 대대로 전해 내려온다. 이 이야기들을 기록한 서면 문서도 만들어졌다. 이 문학 이야기들은 대부분 역동적인 필리핀 서사시의 한 부분으로 불린다. 각각의 독특한 민족 집단들은 그들만의 이야기와 신화를 가지고 있지만, 그럼에도 불구하고 힌두교와 스페인의 영향력은 많은 경우에서 발견될 수 있다. 필리핀 신화는 대부분 아즈왕, 마나낭갈, 디와타/엥칸토, 그리고 자연과 같은 초자연 생물에 대한 이야기나 이야기로 구성되어 있다. 필리핀 신화에서 유명한 인물로는 마킬링, 람앙, 그리고 사리마노크가 있다

## 요리
필리핀 사람들은 주요 인디언의 영향을 받은 다양한 음식을 요리하는데, 중국인들은 토착 재료에 영향을 미친다.
16세기 스페인 식민지 개척자와 수도사들은 고추, 토마토, 옥수수, 감자, 마늘과 양파를 넣고 볶는 방법과 같은 아메리카 대륙의 농산물을 가져왔다. 외식하는 것은 필리핀에서 가장 좋아하는 취미이다. 일반적인 피노이 다이어트는 아침, 간식, 점심, 간식, 저녁, 그리고 다시 잠들기 전 야식 간식으로 이루어진다. 쌀은 필리핀 식단의 주요 음식이며, 보통 다른 요리와 함께 먹는다. 필리핀 사람들은 정기적으로 숟가락을 포크나 나이프와 함께 사용한다. 어떤 사람들은 손으로, 특히 비공식적인 장소에서 음식을 먹고, 필리핀 사람들도 해산물을 먹을 때 젓가락을 사용한다. 밥, 옥수수, 그리고 아도보와 같은 인기 있는 음식들이 접시에 담겨 나온다.
다른 인기 있는 요리로는 프리타다, 아사도, 타파, 엠파나다, 매니, 팍시우, 판데살, 라잉, 시식, 토르타, 카레-카레, 피나크베트, 피나피탄, 그리고 피나피탄이 있다.돼지고기, 생선 또는 새우). 일부 필리핀 사람들이 먹는 몇몇 진미들은 발룻, 롱가니사, 그리고 디누관을 포함한다.

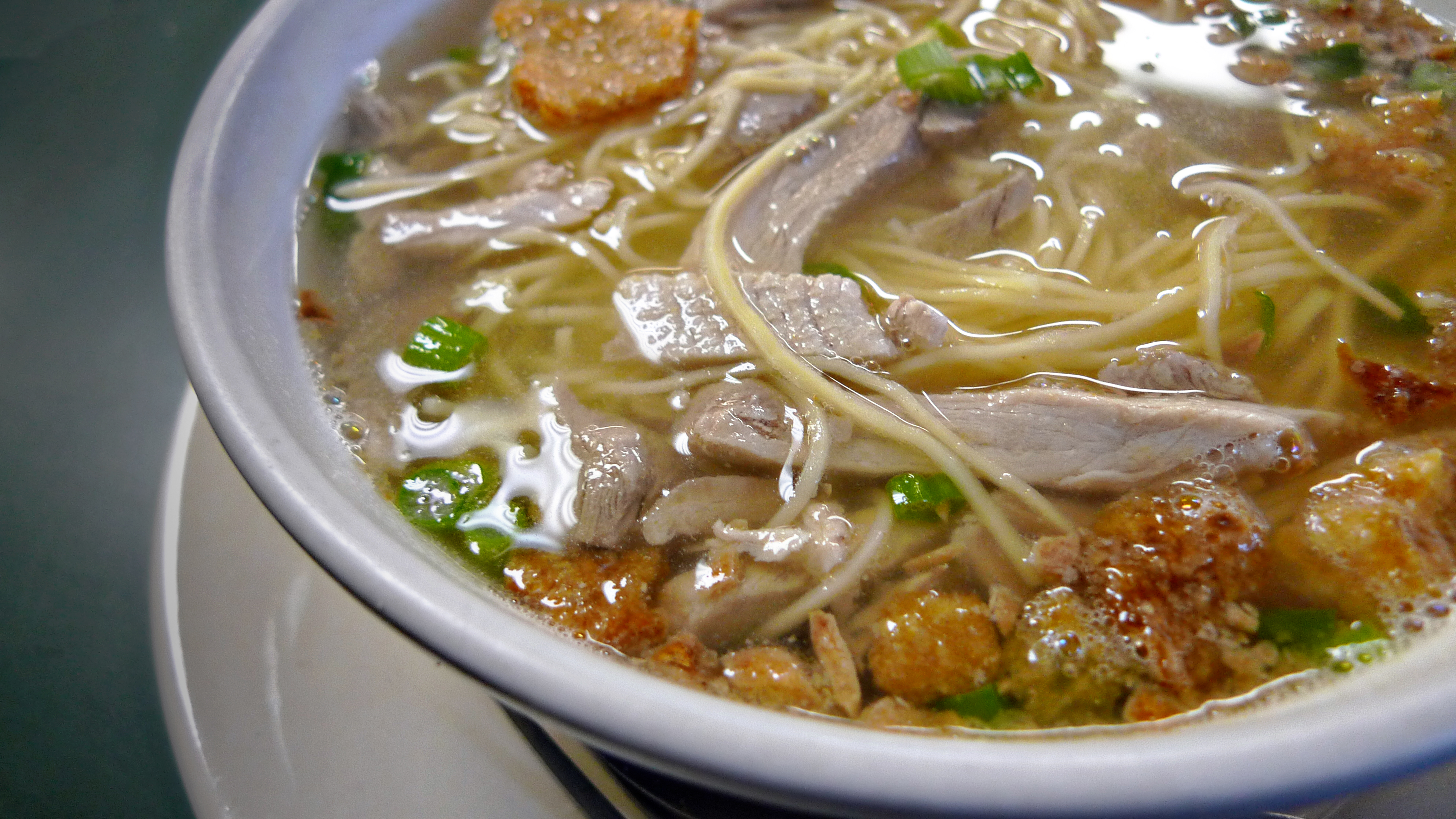
La Paz Batchoy는 돼지 내장, 으깬 돼지 고기 크래 클링, 닭고기 육수, 쇠고기 등심으로 만든 국수 스프이다.

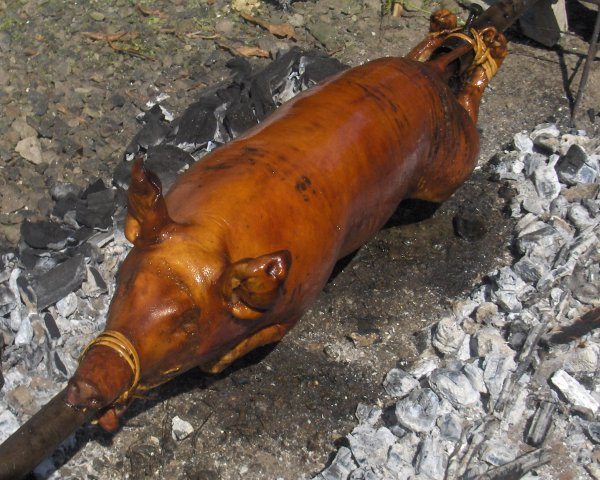
필리핀 리촌.

치차론(닭 껍질 튀김), 할로 할로(halo-halo), 푸토(흰 떡), 비빙카(버터나 마가린과 소금에 절인 떡), 엔사이마다(갈린 치즈를 위에 얹은 달콤한 롤), 풀론(분말사탕), 초콜릿 등 인기 간식 및 디저트 (식사)는 보통 세 가지 주요 식사 밖에서 먹는다. 필리핀의 인기 음료로는 산미겔 맥주, 탄두아이 럼, 람바노그, 튜바가 있다.

맥도날드, 웬디스, KFC, 피자헛과 같은 서양식 패스트푸드 체인점들은 한국에서 흔한 볼거리이다. 졸리비, 골디락스 제과점, 망 이나살, 초킹과 같은 국내 식품 체인점들도 인기가 있으며 국제적인 패스트푸드 체인점들과 성공적으로 경쟁하고 있다.

## 교육

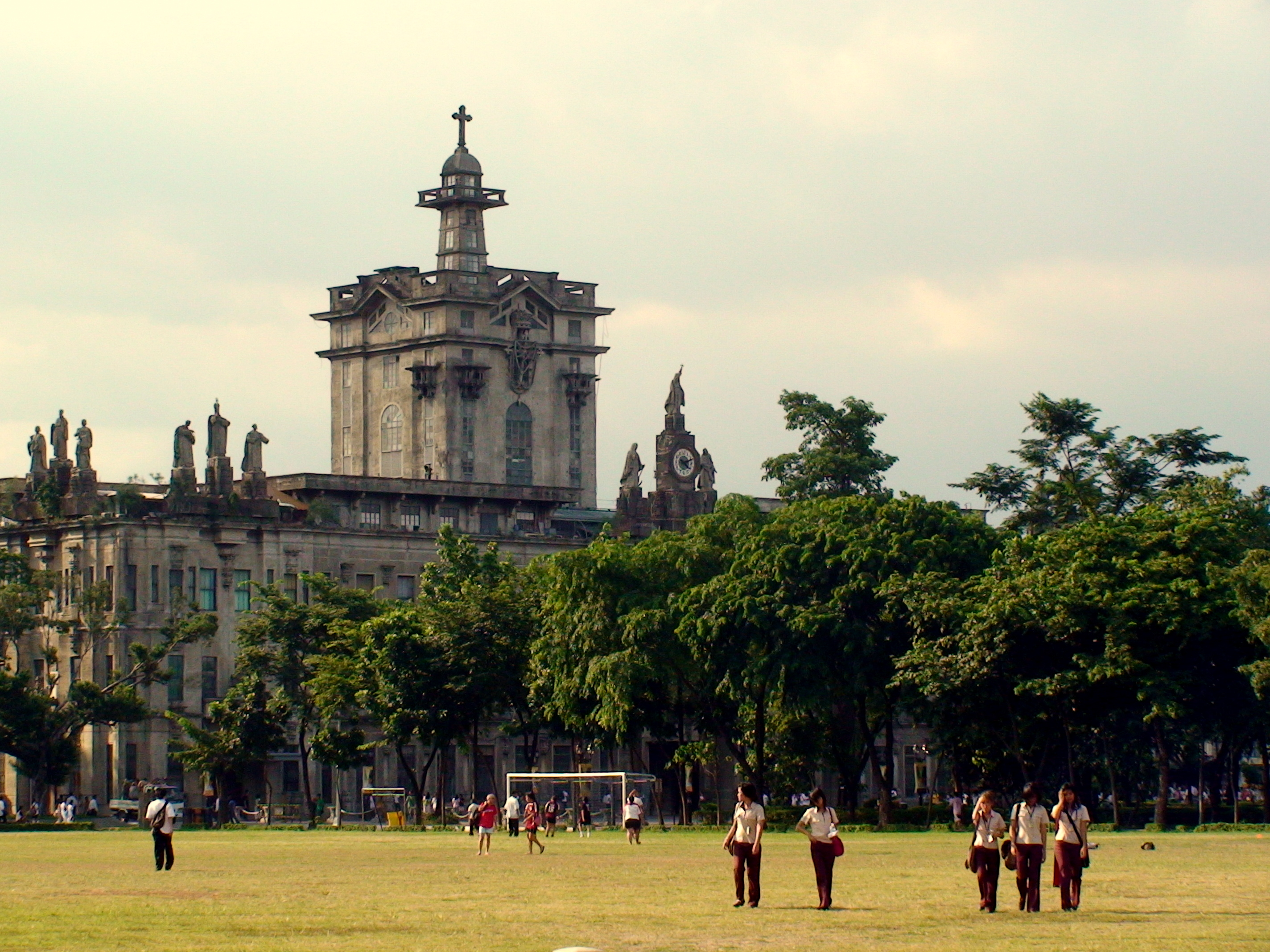
마닐라에 위치한 University of Santo Tomas는 1611년에 설립되었다.

필리핀의 교육은 미국, 스페인 및 인접 아시아 국가들의 서양 및 동양 이념과 철학의 영향을 받았다. 필리핀 학생들은 4살 무렵부터 유치원까지 공립학교에 입학한다. 약 7살 때, 학생들은 초등학교에 입학하고 중학교 7학년에서 10학년까지를 포함한다. 그리고 나서, 그들은 졸업한다. 필리핀은 이미 K-12 시스템을 시행하고 있어 SHS나 고등학교 2년 과정에 입학해 ABM(회계관리), STEM(과학기술공학수학), HUMSS(인문사회과학) 등 원하는 트랙으로 대학 생활을 준비할 수 있게 된다. TECH-VOC(Technical Vocational)와 같이 포함되어 있다. 대학입학시험(CEE)을 치르거나(3~5년) 고3 졸업 후 취업을 선택 할 수 있다.
다른 학교로는 사립학교, 예비학교, 국제학교, 실험고, 과학고등학교가 있다. 이 학교들 중에서, 카톨릭 사립학교가 가장 유명하다. 필리핀에서는 가톨릭 학교가 종교적 신념 때문에 선호된다. 대부분의 가톨릭 학교들은 남녀공학이다. 가톨릭 학교의 교복은 보통 교색과 함께 엠블럼을 가지고 있다. 국제학교는 싱가포르, 미국, 영국과 같은 다른 커리큘럼을 따른다. 이를 통해 이들의 접근방식은 커리큘럼이 제공하는 전체 프로그램에 따라 달라진다.
필리핀의 학기는 6월에 시작해서 3월에 끝나며, 4월부터 5월까지 2개월간의 여름 방학, 10월에 2주간의 학기 방학, 그리고 크리스마스와 설 연휴가 있다. 현재 이 제도에 변화가 일어나고 있고 일부 대학들은 서구화된 학사 달력을 복사하여 8월에 학년을 시작한다.

## 스포츠

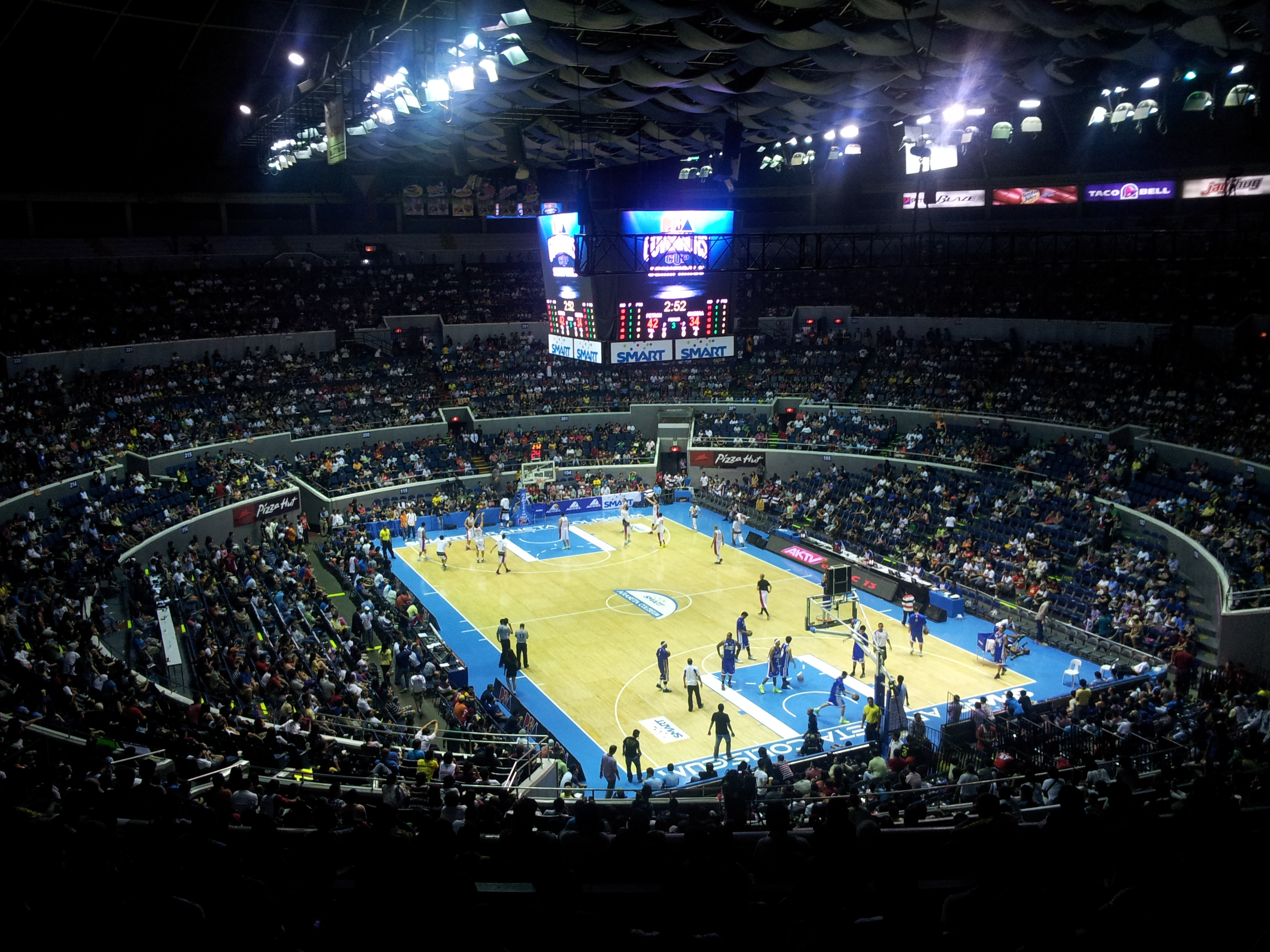
Smart Araneta Coliseum에서 PBA 게임.

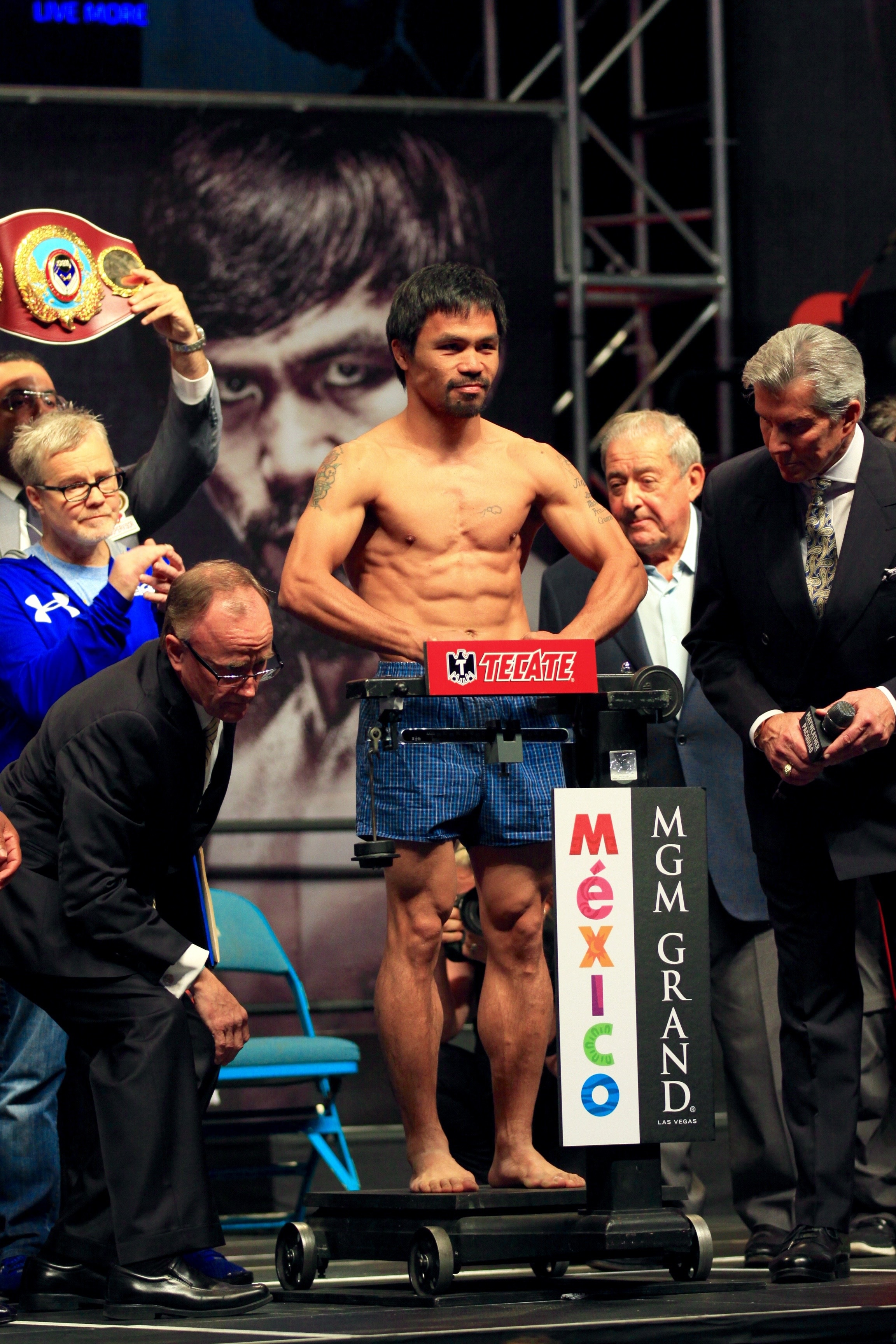
Manny Pacquiao, 역사상 유일한 8 부 리그 세계 복싱 챔피언.

무술의 일종인 아르니스는 필리핀의 국민 스포츠이다. 가장 인기 있는 스포츠로는 농구, 권투, 축구, 당구, 체스, 10핀 볼링, 배구, 경마, 세팍 타크로, 그리고 닭싸움이 있다. 피구, 배드민턴, 테니스도 인기가 있다.
필리핀 사람들은 스포츠에서 국제적인 성공을 거두었다. 이것들은 복싱, 축구, 당구, 10핀 볼링, 체스이다. 인기 스포츠 스타로는 복싱의 매니 파키아오, 플래시 엘로르드, 축구의 프란시스코 길레도, 농구계의 파울리노 알칸타라, 농구계의 카를로스 로이자가, 로버트 자워스키, 라몬 페르난데즈, 당구의 라파엘 네포무체노, 10핀의 프란시스코 부스타만테 등이 있다. 필리핀 농구 대표팀은 아시아 최강팀으로 올림픽과 FIBA 월드컵에서 아시아 팀 중 최고의 성적을 거뒀다.

### 필리핀 전통 게임과 오락

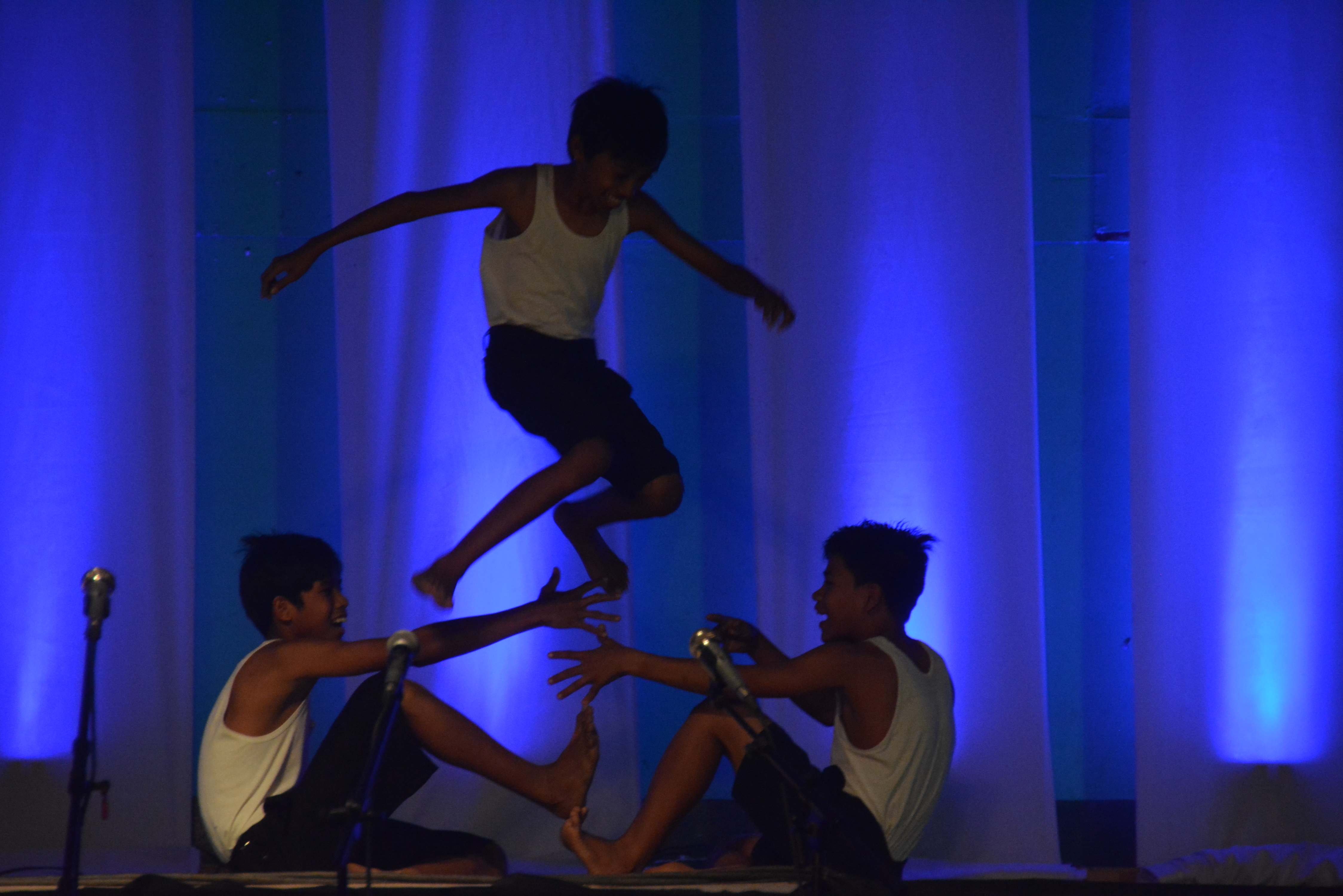
룩송 바카

필리핀의 전통 놀이 중 하나는 룩송티닉인데, 이것은 필리핀 아이들에게 매우 인기 있는 놀이인데, 이 놀이에서는 티닉을 뛰어넘어 다른 쪽으로 다치지 않고 건너가야 한다. 다른 필리핀 전통 놀이로는 요요, 피코, 파틴로, 바하이쿠보, 푸소이, 그리고 성카가 있다. 통잇은 인기 있는 도박 게임이다. 개인들은 포커핸드를 현명하게 선택함으로써 모든 카드를 없애려고 노력함으로써 게임을 한다. 카드 게임은 축제 기간 동안 인기가 있으며, 푸쉬와 통잇을 포함한 일부 게임들은 불법 도박의 한 형태로 사용된다. Mahjong은 몇몇 필리핀 공동체에서 연주된다.

## 원주민 그룹

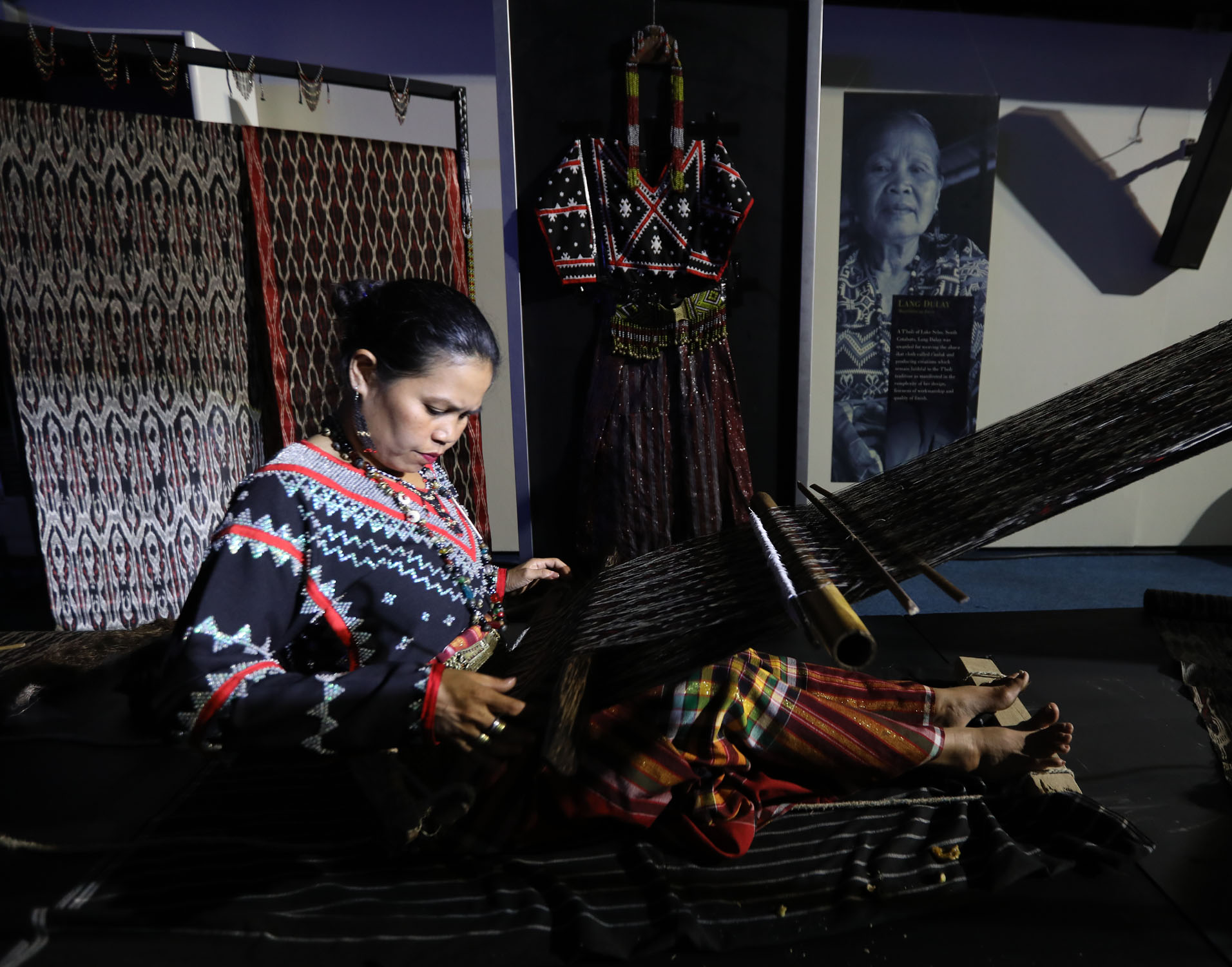
남부 Cotabato에서 t'nalak 을 짜는 Tboli 여성.

필리핀의 원주민들은 많은 수의 오스트로네시아 민족으로 구성되어 있다. 그들은 필리핀의 원래 오스트로네시아인들의 후손으로, 수천 년 전에 이 섬에 정착했고, 그 과정에서 토착 관습과 전통을 유지해왔다.
1990년에는 100명 이상의 고지대 사람들이 필리핀 인구의 약 3%를 차지했다. 몇 세기에 걸쳐, 고립된 고지대 사람들은 그들의 토착 문화를 유지해왔다. 어떤 의미에서, 이 단체들의 민속 예술은 이슬람과 스페인과의 접촉 이전에 필리핀 전역에서 번성했던 원주민 전통의 마지막 잔재였다.
고지대 사람들은 비록 집단으로서 외부 세계와 많이 접촉하지는 않았지만 다른 필리핀 사람들처럼 원시 민족 집단이다. 이 사람들은 다양한 문화적 표현과 예술적 기술을 보여주었다. 그들은 그릇, 바구니, 옷, 무기, 숟가락의 생산과 같은 높은 창의력을 보여주었다. 다른 토착 민족으로는 민다나오 고원의 루마드 민족이 있다. 이 단체들은 서양과 동양의 영향으로부터 고립되어 왔다.

### 무형 문화 유산
국가문화예술위원회를 사실상 문화부로 둔 필리핀은 2006년 8월 정식 입금을 마친 뒤 2003년 협약을 비준했다.
2003년 협약에 앞서 필리핀은 유네스코의 초청을 받아 세계무형유산 선포에 무형유산을 포함시켰다. 이는 2001년 이푸가오의 후드후드 성가와 2005년 마라나오의 다랑겐 서사시 성가의 선포를 촉발시켰다. 2003년 협약 제정 이후 걸작선언에 등재된 모든 작품은 2008년 인류무형문화재 대표목록에 등재됐다. 세 번째 비문은 2015년 캄보디아, 필리핀, 대한민국, 베트남이 이푸가오의 줄타기 의식을 포함한 줄타기 의식과 게임에 다국적 후보로 지명하면서 만들어졌다.

## 필리핀 디아스포라(집단이동)
해외 필리핀인은 필리핀 밖에서 사는 필리핀 태생의 사람이다. 이 용어는 필리핀 혈통의 국민 또는 다른 나라의 주민에게 적용된다. 종종, 이러한 필리핀인들은 해외 필리핀 근로자로 언급된다.
전세계에는 약 1,100만 명의 해외 필리핀인들이 살고 있으며 이는 필리핀 전체 인구의 약 11%에 해당한다.
매년 수천 명의 필리핀인들이 해외 취업 알선업체와 다른 프로그램을 통해 해외로 이주한다. 다른 사람들은 이민을 가서 다른 나라의 영주권이 된다. 해외의 필리핀인들은 의사, 간호사, 회계사, IT 전문가, 엔지니어, 건축가, 연예인, 기술자, 교사, 군인, 학생, 간병인, 가정부, 가정부로 일하는 경우가 많다.
해외 고용은 점점 더 많은 수의 숙련 필리핀 근로자들이 해외에서 비숙련 노동자를 고용하고 있으며, 이로 인해 특히 보건 및 교육 분야에서 두뇌 유출이라고 불리는 결과가 초래되고 있다. 또한, 고용은, 예를 들어, 의사들이 간호사나 다른 고용 프로그램이 되기 위해 재교육을 받는 경우, 고용 부족의 결과를 초래할 수 있다.

## 축제

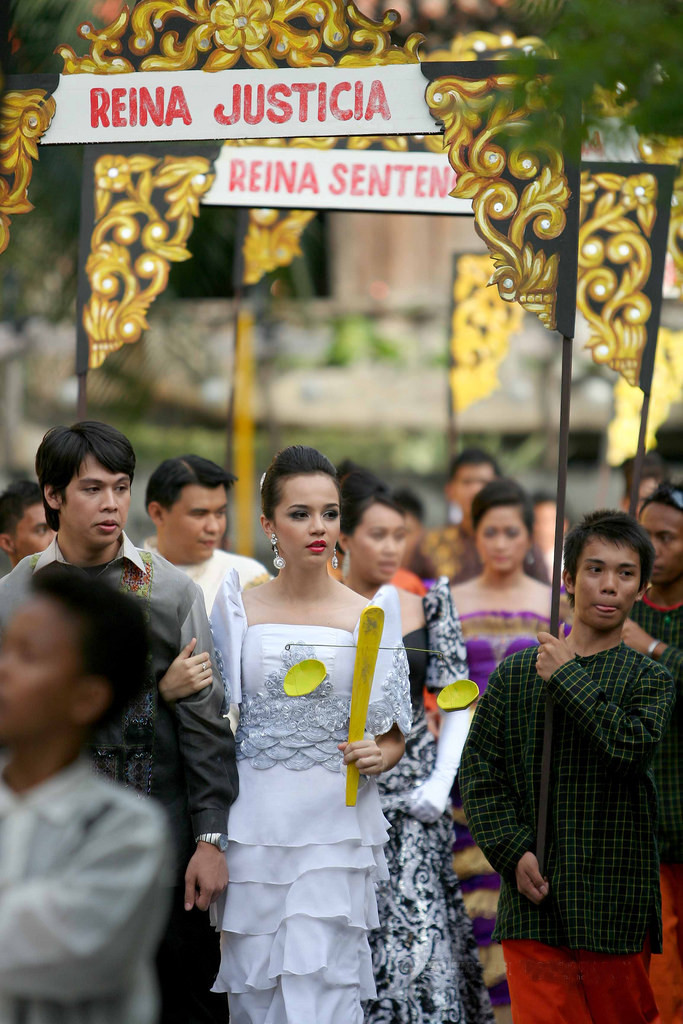
플로레스 데 마요

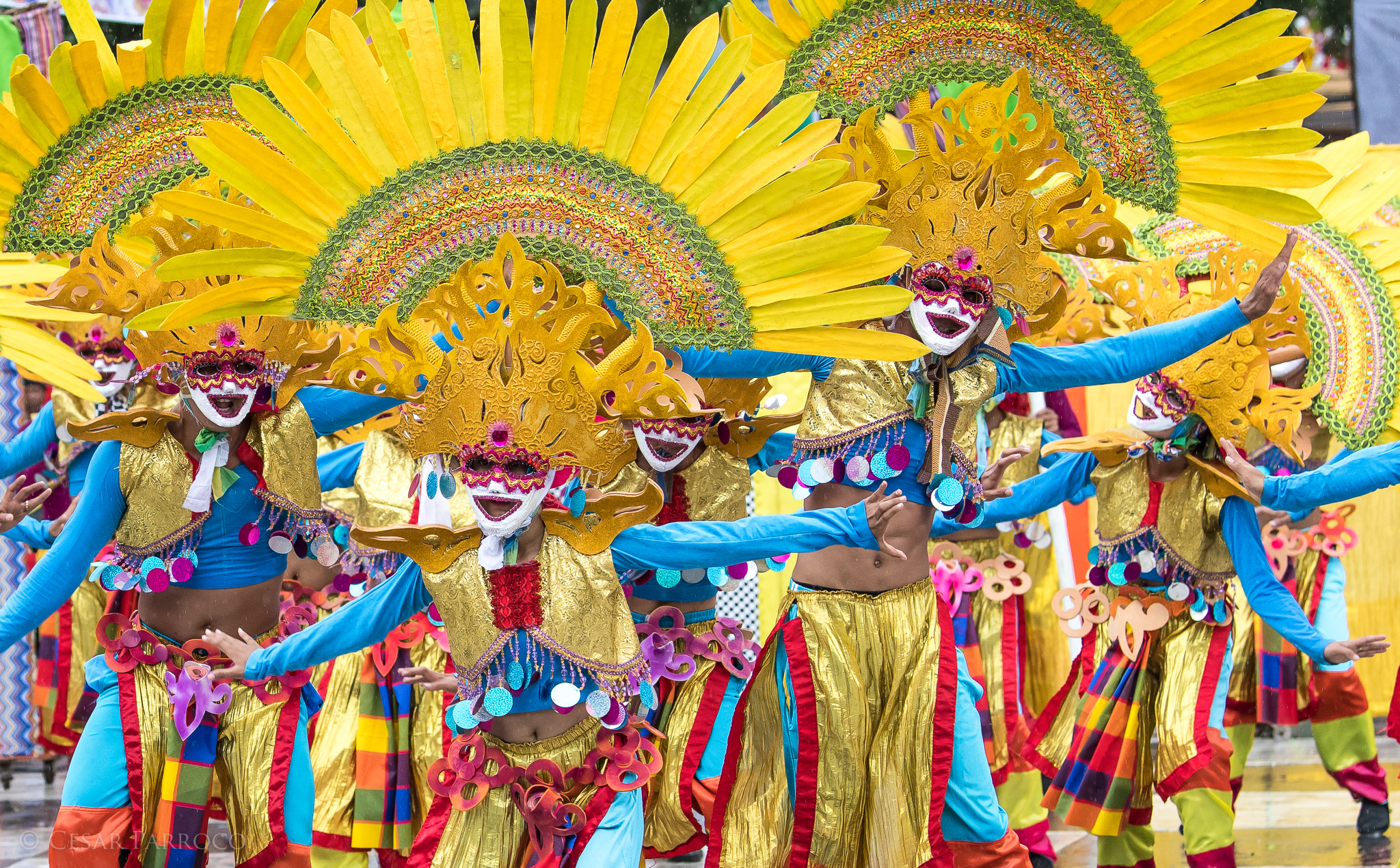
바콜로드의 MassKara 축제.

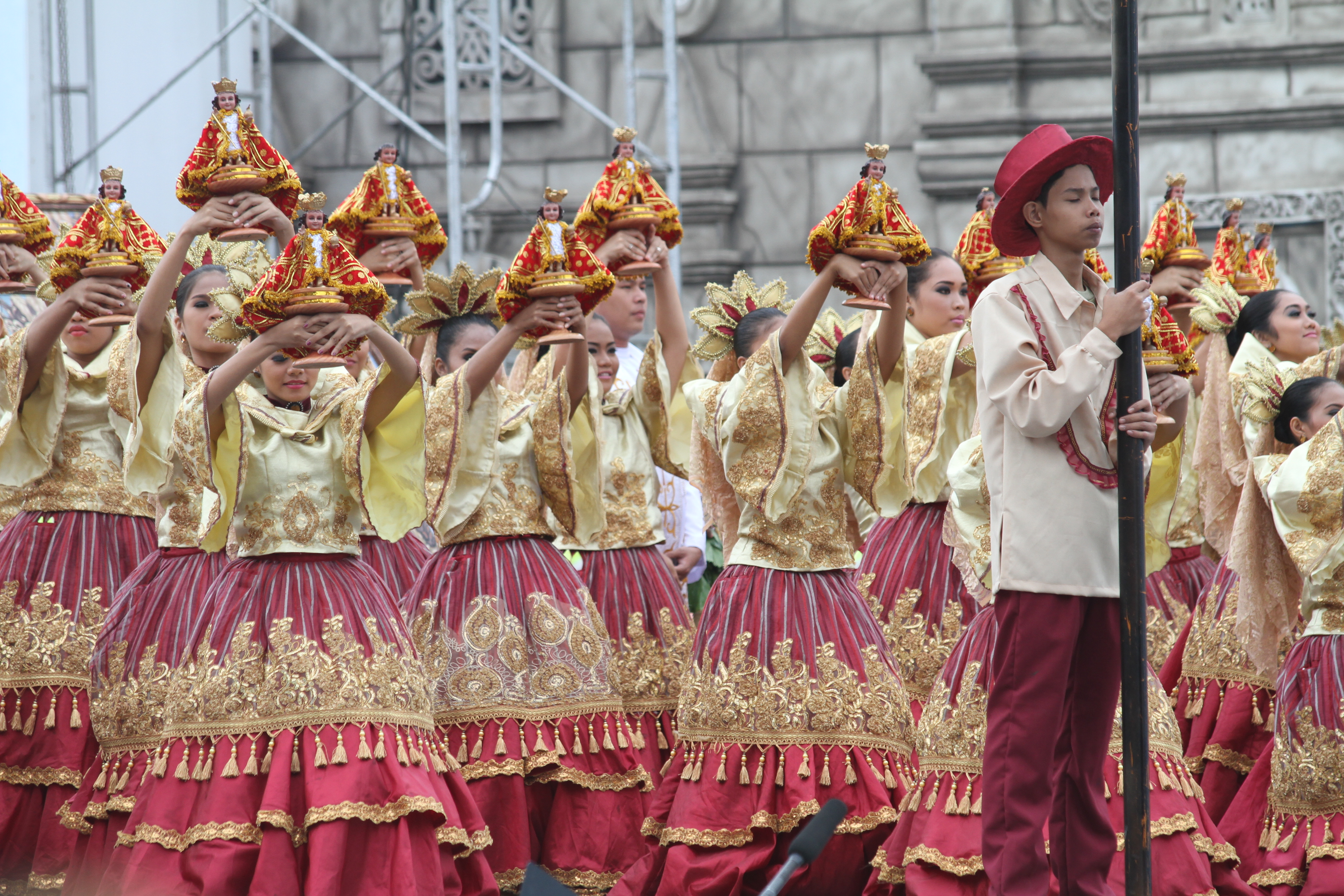
Santo Niño를 기념하기 위해 Sinulog Festival이 열린다.

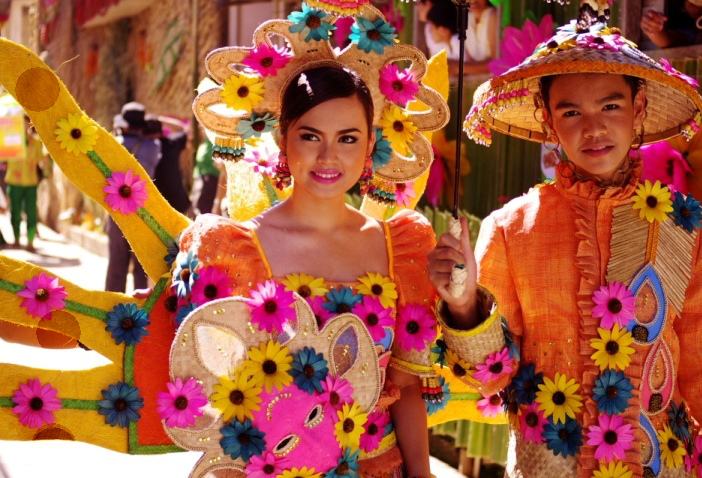
Pahiyas 축제에서 Lucban 퀘존

필리핀에서 피에스타라고 알려진 축제는 스페인인들이 필리핀에 기독교를 전파했던 스페인 식민지 시대로 거슬러 올라간다. 대부분의 필리핀 마을과 도시에는 그들 각각에 수호성인이 할당되어 있다. 필리핀의 피에스타는 종교적, 문화적, 또는 둘 다의 역할을 한다. 이 축제들은 수호성인을 기리는 행사나 지역 상품 홍보와 풍성한 수확을 축하하는 등 역사와 문화를 기념하기 위해 열린다. 피에스타는 성 미사, 행렬, 퍼레이드, 연극 및 재연, 종교 또는 문화 의식, 무역 박람회, 전시, 콘서트, 대회, 다양한 경기와 경연으로 분류될 수 있다.

## 추가 추천 자료
- 필리핀의 예술
- 필리핀의 패션과 의류
- 필리핀 박물관 목록
- Walang utang na loob